# 田中金司
田中金司（たなか きんじ、1894年-1985年）は、日本の経済学者。神戸大学名誉教授。専門は、貨幣論・金融論・国際金融論。

## 人物
1913年（大正2年）に群馬県高崎中学校（現群馬県立高崎高校）を卒業し、東京高等商業学校（現一橋大学）予科に入学。東京高商では佐野善作の指導を受けた。卒業後、神戸高等商業学校、神戸商業大学、神戸経済大学を経て神戸大学教授を務めた。さらに、神戸大学退官後は関西学院大学教授を務めた。
門下生には矢尾次郎神戸大学名誉教授、宮下忠雄神戸大学名誉教授、安居洋神戸市外国語大学名誉教授、小寺武四郎元関西学院大学教授・関西学院大学学長・学校法人関西学院・第10代院長などがいる。貨幣論では名目主義、一般的購買手段を主張したほか、全体的な経済理論としては貨幣的経済理論を主張した。

## 略歴
- 1894年（明治27年）　生まれる
- 1913年（大正02年）　群馬県高崎中学校を卒業し、東京高等商業学校予科入学
- 1919年（大正08年）　東京高等商業学校（専攻部）卒業、神戸高等商業学校講師として赴任
- 1929年（昭和04年）　神戸高等商業学校から神戸商業大学に変更
- 1944年（昭和19年）　神戸経済大学教授
- 1949年（昭和24年）　神戸大学教授
- 1957年（昭和32年）　神戸大学を停年退官（名誉教授）、関西学院大学教授となる
- 定年により関西学院大学教授を退職

## 主要著作

### 著書・共著・共編
- （新庄博と共著）『銀行経営論』、商学全集第18巻、千倉書房、1935年
- 『金本位制と中央銀行政策』、宝文館、1936年
- 『中央銀行・日本銀行論』、現代金融経済全集第18巻、改造社、1936年
- 『金本位制の回顧と展望』、千倉書房、1950年
- （高垣寅次郎・山口茂・新庄博・高橋泰蔵・塩野谷九十九と共編）『体系金融辞典』、東洋経済新報社、1953年
- （内橋吉朗・山崎誉雄と共著）『公定歩合政策の生成と発展』、清明会新書7、1981年

### 主要論文
- 「銀行制度に於ける兼営主義と分業主義との接近（其一）（其二)」、国民経済雑誌、第38巻第5号・第39巻第1号、1925年（大正14年）
- 「英国金本位復帰の意義」、国民経済雑誌、第39巻第3号、1925年
- 「貨幣制度に於ける金の地位（其一）（二・完）」、国民経済雑誌、第40巻第1号・第2号、1926年
- 「金本位の下に於ける購買力平価説の妥当性」、国民経済雑誌、第43巻第3号、1927年
- 「中央銀行の公開市場政策」、経営学論集2、日本経営学会、1928年
- 「英蘭銀行券と政府紙幣との合併に就て」、国民経済雑誌、第45巻第2号、1928年
- 「金属の価値と貨幣の価値（其一）（其二）」、国民経済雑誌、第47巻第1号・第2号、1929年
- 「金本位制に於ける為替統制（其一）（其二）」、国民経済雑誌、第48巻第4号・第5号、1930年
- 「発行部・銀行部分離に関する考証」、国民経済雑誌、第50巻第6号、1931年
- 「発行部・銀行部分離に就いての批判」、国民経済雑誌、第51巻第3号、1931年
- 「英国金本位制停止に就て」、国民経済雑誌、第51巻第5号、1931年
- 「国際均衡理論と金本位制の機構」、国民経済雑誌、第52巻第6号、1932年
- 「預金の流通速度と支払準備金」、国民経済雑誌、第53巻第6号、1932年
- 「米国通貨政策の実績（其の一）（其の二）」、国民経済雑誌、第58巻第1号・第2号、1935年
- 「仏蘭西金本位制の前途」、国民経済雑誌、第58巻第5号、1935年
- 「中立貨幣理論に於けるハイエクとケインズ」、国民経済雑誌、第59巻第2号、1935年
- 「為替平衡資金論（其一）（其二）」、国民経済雑誌、第62巻第3号・第63巻第1号、1937年
- 「我国金政策の発展」、国民経済雑誌、第63巻第4号、1937年
- 「貨幣の価値の本質（其一）（其二）」、国民経済雑誌、第64巻第4号・第65巻第6号、1938年
- 「正貨準備の機能（其一）（其二）」、国民経済雑誌、第67巻第5号・第68巻第2号、1939年・1940年
- 「静態貨幣と動態貨幣（其一）（其二）」、国民経済雑誌、第71巻第3号・第73巻第1号、1941年・1942年
- 「国際収支の弾力性」、国民経済雑誌、第82巻第3号、1950年
- 「均衡為替相場論」、国民経済雑誌、第83巻第5号、1951年
- 「「一般理論」における二人のケインズ」、国民経済雑誌、第85巻第2号、1952年
- 「国際収支と為替レート」、国民経済雑誌、第89巻第5号、1954年
- 「ケインズ体系と投資乗数の一般化」、国民経済雑誌、第91巻第4号、1955年
- 「「交易条件効果」を含む国際収支の弾力性」、国民経済雑誌、第95巻第3号、1957年
- 「ケインズ利子論と古典利子論」、経済学論究（関西学院大学）、第11巻第4号、1958年
- 「アブソープション接近と弾力性接近」、（百巻記念号経営学編：商学）、国民経済雑誌、第100巻第6号、1959年
- 「国際収支調整におけるアブソープション効果」、経済学論究（関西学院大学）、第13巻第3号、1959年
- 「公開市場政策の過程分析」、経済学論究（関西学院大学）、第14巻第3号、1960年
- 「流動性選好説と貸付資金説」、経済学論究（関西学院大学）、第16巻第3号、1963年
- 「国際収支問題の一考察」、経済学論究（関西学院大学）」、第18巻第3号、1964年
- 田中金司「國民經濟雜誌の思い出」『国民経済雑誌』第150巻記念特別、神戸大学経済経営学会、1984年12月、iv-xiv、doi:10.24546/81000027、hdl:20.500.14094/81000027、ISSN 03873129、CRID 1390009224926008704。

## 記念論文集
- 『国民経済雑誌』、田中金司博士記念号、第96巻第5号、1957年11月
- 山口茂、新庄博、宮下忠雄、則武保夫、大野喜久之輔
- 「田中金司先生の学問」矢尾次郎
- 田中金司先生喜寿記念論文集編集委員会編『現代金融論』、千倉書房、1974年
- 金融理論編-山崎研治、石井隆一郎、安居洋、内橋吉朗、木村憲二、福尾洋一
- 国際金融編-新庄博、小寺武四郎、芦矢榮之助、則武保夫、藤田正寛、木村滋、馬渕透
- 金融政策編-宮下忠雄、矢尾次郎、大野喜久之輔、町永昭五、山崎誉雄
- 「田中金司先生略歴・著作目録」